# Stieklannaja Radica
Stieklannaja Radica (ros. Стеклянная Радица) – osiedle w Rosji, w obwodzie briańskim, w rejonie briańskim. W 2010 liczyło 1326 mieszkańców.